# Восток (Красноярский край)
Восток — посёлок в Абанском районе Красноярского края России. Входит в состав Покровского сельсовета.

## История
Деревня Чувашская была основана в 1918 году. По данным 1926 года в деревне имелось 85 хозяйств (в основном — чуваши). Административно входила в состав Покровского № 3 сельсовета Абанского района Канского округа Сибирского края.

## Население
| 1926 | 1989 | 2002 | 2010 |
| ---- | ---- | ---- | ---- |
| 65   | ↗227 | ↘146 | ↘88  |